# Kopierschutz

Das Kopierschutzlogo der IFPI

Als Kopierschutz oder Kopiersperre bezeichnet man Maßnahmen, um die Vervielfältigung von Daten zu verhindern.
Ein absoluter Kopierschutz ist im Allgemeinen nicht möglich, da der Datenträger für ein Lese- oder Abspielgerät lesbar sein muss. Dabei ist nicht zu verhindern, dass die vom Abspielgerät gelesenen Daten auf einem anderen Datenträger abgespeichert werden. Ein Kopierschutz ist daher nur für bestimmte Lesegeräte wirksam, schützt die Daten aber nicht gegenüber manipulierten Lesegeräten oder Lesegeräten fremder Hersteller. An Stelle des Lesegeräts kann bei digitalen Daten auch Software oder Firmware treten.

## Rechtslage

### Deutschland
Nach dem deutschen Urheberrechtsgesetz ist es seit dem 13. September 2003 verboten, „wirksame technische Maßnahmen zum Schutz eines nach diesem Gesetz geschützten Werkes oder eines anderen nach diesem Gesetz geschützten Schutzgegenstandes“ zu umgehen (§ 95a Abs. 1 UrhG). Auch die Herstellung und Verbreitung von Programmen und sonstigen Hilfsmitteln, die der Umgehung dienen, sind verboten (§ 95a Abs. 3 UrhG). Verstöße, die nicht zum eigenen privaten Gebrauch geschehen, können als Straftaten (§ 108b UrhG) oder Ordnungswidrigkeiten (§ 111a UrhG) verfolgbar sein.
Wann ein Schutz „wirksam“ ist, ist trotz der gesetzlichen Definition in § 95a Abs. 2 UrhG unter Juristen umstritten. Grundsätzlich jedoch werden Mechanismen, die eine Verschlüsselung beliebiger Art, sei sie noch so leicht zu entschlüsseln, verwenden, schlicht als wirksam definiert (siehe ebendiesen Absatz im UrhG).
Dieses Verbot greift vor allem für Bild- und Tonträger ein und gilt gemäß § 69a Abs. 5 UrhG nicht für Computerprogramme. Nach § 69d UrhG hat bei diesen der berechtigte Benutzer vielmehr unter bestimmten Voraussetzungen einen Anspruch auf Ermöglichung einer Kopie.
Nach (§ 95d UrhG) sind technisch geschützte Werke deutlich sichtbar mit Angaben über die Eigenschaften des technischen Schutzes zu kennzeichnen. 

Das Gesetz meint (Stand 2009 Januar) mit Werk im Fall der CD und ähnlicher Bild- und Tonträger offenbar das Vervielfältigungsstück und dessen Verkaufsverpackung. Durch Angaben über die Eigenschaften des technischen Schutzes kann der Besitzer bzw. Käufer erkennen, welche Nutzungstechnik wie beeinträchtigt sein soll. Nur durch Überprüfung dieser Beeinträchtigung kann er ggf. denjenigen technischen Schutz erkennen, den er u. U. nicht umgehen darf.
Wo die Nutzungstechnik des Kaufgegenstands nur als Behinderung festgelegt ist, ist möglicherweise die Bindung des Käufers eingeschränkt, etwa durch das Recht auf Anfechtung des Kaufvertrags wegen Irrtum.

### Schweiz
Im Entwurf zum neuen Urheberrechtsgesetz URG der Schweiz wird festgehalten, dass die Umgehung eines Kopierschutzes strafbar sein soll, falls sie „vorsätzlich und unrechtmäßig“ geschehe. Da die Erstellung von Privatkopien erlaubt bzw. rechtmäßig bleibt, brauchen die Hersteller von Privatkopien nichts zu befürchten. Ebenso wird es straflos bleiben, Software zur Kopierschutz-Umgehung zu erstellen und zu verbreiten, falls sie hauptsächlich dem rechtmäßigen Erstellen von Kopien dient. In den Erläuterungen zum Entwurf wird offen davon gesprochen, dass Kopierschutzmaßnahmen eine „Selbsthilfe“ der Urheber darstelle. Ebenso soll gemäß neuem URG eine Steuer auf den Kauf leerer Datenträger erhoben werden – damit die Urheber auch an Privatkopien verdienen. Einerseits werden Kopierschutzmaßnahmen strafrechtlich geschützt und andererseits erleidet, wer das Recht auf das Erstellen von Privatkopien wahrnimmt, durch die „Vergütung“ finanziellen Schaden.

### Österreich
In Österreich wurde in der Neufassung des Urheberrechts von 2003 ebenfalls eine Regelung der „Kopie zum privaten Gebrauch“ eingeführt. Wie weit dieses Recht geht, ist noch nicht gerichtlich geklärt.

### USA
Mit dem Audio Home Recording Act (AHRA) wurde 1992 ein Gesetz geschaffen, das Herstellung und Einfuhr von Geräten verbietet, die den Kopierschutz umgehen.
Weiters wurde 1998 der Digital Millennium Copyright Act (DMCA) verabschiedet. Er kriminalisiert die Produktion und Verbreitung von Technologien, Geräten oder Diensten, die Zugriffsbeschränkungen, wie Digitale Rechteverwaltung (DRM) auf kopiergeschützte Werke umgehen (also „den Kopierschutz knacken“), auch wenn dabei das Copyright selbst gar nicht verletzt wird.

## Kritik und Nachteile

Parodie der Punk-Rockband Die Ärzte auf das Kopierschutzlogo der IFPI

### Kritik am Gesetz
Durch das deutsche Urheberrechtsgesetz wird die legale Möglichkeit einer Privatkopie weitgehend eingeschränkt (die Vergütungspflicht von Leermedien bleibt trotzdem erhalten), da es dem Hersteller eines Werkes prinzipiell ausreicht, es mit einem einfachen, zwar technisch unwirksamen, aber laut Gesetz wirksamen Kopierschutz zu versehen. Selbst bei zweifelhaften Schutzverfahren können Aktionen des Verbrauchers dadurch potentiell strafrechtlich relevant werden, weil ein Kopierschutz durch momentan legale Mechanismen (Hard- und Software) ohne passives oder aktives Eingreifen umgangen wird, so zum Beispiel bei der letzten Version des Cactus Data Shield, der zwar wie unten beschrieben die Daten einer Audio-CD verfälscht (mittels falscher Fehlerkorrekturwerte), das Auslesen aber abhängig von der technischen Ausstattung des Verbrauchers, die möglicherweise per se, also unbeabsichtigt bzw. nicht vorsätzlich damit umgehen kann, in keiner Weise unterbindet.
Unklar bleibt außerdem, wie das Gesetz die offensichtliche Unlogik rechtfertigt, wie es Kopien von urheberrechtlich geschützten Werken geben kann, die einen angeblich wirksamen Schutzmechanismus besitzen. Außerdem unterbindet das Gesetz den Erwerb, den Verkauf und die Herstellung von Techniken zur Umgehung von Kopierschutzmaßnahmen (§ 95a Abs. 3 UrhG), nicht aber den Besitz.

### Nachteile bei Audio-CDs
Der simple Kopierschutz durch (per Gesetz als wirksam definierte) Verschlüsselung ist bei Audio-CDs nicht möglich, da die Abspielgeräte keine Entschlüsselungsfunktion besitzen. Stattdessen müssen absichtlich bestimmte Aufzeichnungsfehler in die CD eingefügt werden.
Personen, die eine „kopiergeschützte“, das heißt absichtlich mit Fehlern versehene Audio-CD auf legale Weise erworben haben, müssen, sofern sie die bei manchen CD-ROM-Laufwerken vorhandenen, optionalen Korrekturfunktionen aktivieren bzw. aktiviert lassen und somit auch auf legales Kopieren verzichten, gegenüber der fehlerfreien Kopie folgende Nachteile in Kauf nehmen:
- Der legal erworbene Tonträger lässt sich nicht überall abspielen. Bei Autoradios, DVD-Playern und sogar HiFi-Anlagen kann die Wiedergabe gestört oder unmöglich sein.
- Die Wiedergabe auf einem Computer ist nur sehr eingeschränkt möglich. Oft kann die Audio-CD nicht abgespielt werden – oder nur über eine spezielle Software mit verringerter Qualität. Diese Software funktioniert meist nur mit den zum Veröffentlichungszeitpunkt aktuellen Versionen von Microsoft Windows, Benutzer anderer Betriebssysteme und früherer oder späterer (nicht mehr kompatibler) Windows-Versionen bleiben oft außen vor.
- Es gibt bei diesen „Kopierschutz“- bzw. absichtlichen Fehler-Techniken Tendenzen, den Windows-PC des Benutzers zu dessen Nachteil zu verändern, sodass z. B. der Nutzer in seinen Hörgewohnheiten überwacht oder die Funktion des PCs eingeschränkt wird, wie beim (nur durch Mitwirken des Nutzers durch Aktivieren/Aktiviertlassen der MS Windows-Autostart-Funktion wirksamen) Rootkit-„Kopierschutz“ XCP von Sony BMG oder dem Alpha-DVD-„Kopierschutz“[4] für DVDs.
- Das Umwandeln einer „kopiergeschützten“ bzw. absichtlich fehlerbehafteten CD in ein anderes Musikformat (z. B. mp3, um die gekaufte CD auch auf einem mp3-Player zu hören) oder das Anfertigen einer Privatkopie wird durch Benutzen der bei manchen CD-ROM-Laufwerken vorhandenen, optionalen Korrekturfunktionen erschwert oder unmöglich gemacht. Es ist jedoch trotzdem technisch wie rechtlich leicht, diese fehlerbehafteten Audio-CDs legal zu kopieren, indem man entweder die optionalen, nicht standardkonformen Korrekturfunktionen einfach gar nicht aktiviert bzw. sie deaktiviert, etwa indem man Software benutzt, die sich um diese Korrekturfunktionen gar nicht kümmert, oder indem man schlicht ein CD-ROM-Laufwerk benutzt, das diese optionalen Korrekturfunktionen gar nicht anbietet.
- Einige „Kopierschutz“-, d. h. Fehler-Techniken arbeiten mit falschen Fehlerkorrektur-Werten (siehe Beispiele), dies kann bei leicht zerkratzten CDs bei aktivierter Korrekturfunktion schneller zu Wiedergabefehlern führen.
- Die generelle Möglichkeit, eine Audio-CD in ein (nicht verstärktes) Analogsignal und von dort wieder zurück in ein ungeschütztes, digitales Format zu bringen, lässt sich nicht verhindern. Bei sehr hochwertigen Geräten ist ein Qualitätsverlust nicht mehr hörbar.

Sogenannte „kopiergeschützte“, tatsächlich fehlerbehaftete CDs entsprechen nicht dem von Philips im so genannten Red Book festgelegten Compact Disc Digital Audio (CD-DA) Standard. Sie sind somit keine standardkonformen Audio-CDs und dürfen auch nicht als solche bezeichnet werden.

### Nachteile bei Software
Auch Käufer von Software mit Kopierschutz müssen bei der Verwendung mit Nachteilen rechnen.
- Moderne Kopierschutzverfahren wie zum Beispiel StarForce greifen sehr tief in das Betriebssystem ein. Beispielsweise werden Systemtreiber installiert, die Zugriffe auf Ring-0-Ebene ermöglichen. Über die Installation solcher Systemtreiber wird nicht ausreichend seitens der Hersteller informiert. Das kann
  - zu Inkompatibilitäten zwischen Systemtreibern führen,
  - zu Sicherheitslücken und/oder Systemabstürzen durch fehlerhaften Code führen.
- Ein Kopierschutz wird teilweise durch Ausnutzung verschiedener Programmiertricks realisiert, die teilweise massiv vom Standard eines Betriebssystems abweichen. Das kann dazu führen, dass eine Software auf zukünftigen Betriebssystemversionen nicht mehr vollständig und einwandfrei arbeitet. Ein Nebeneffekt kann auch das Versagen von Software bei der Benutzung auf Emulatoren sein.
- Die Nutzung von Spielen ohne Einlegen des Datenträgers ist auch bei Vollinstallation meist nicht möglich.

Allerdings darf gemäß §69a Abs. 5 UrhG bei Computerprogrammen der Kopierschutz legal umgangen werden, um beispielsweise eine Sicherheitskopie anzufertigen. Andererseits ist z. B. eine Weitergabe, die nicht zwingend zur Benutzung erforderlich ist, weiterhin illegal.
Aufgrund der Probleme, die der „Kopierschutz“ verursacht, wird seitens der Konsumenten auch von einem „Abspielschutz“ oder „Konsumschutz“, drastischer auch von einem „Kaufschutz“ gesprochen – Kaufschutz unter anderem auch deshalb, weil sich unlizenzierte Kopien oft einfacher handhaben lassen, etwa lässt sich dabei Musik einfach auf tragbare Abspielgeräte überspielen und Spiele lassen sich nutzen, ohne jedes Mal den Originaldatenträger einlegen zu müssen.

## Beispiele
- DIN-Normen wurden früher auf farbigem Papier veröffentlicht, das die Kopie mit damals üblichen Schwarz-Weiß-Kopierern durch die Auswahl von Schrift- und Hintergrundfarbe unmöglich machte. Für Computerspiele wie Zak McKracken wurden auf die gleiche Art geschützte Codetabellen eingesetzt – die freilich bald von Fans handschriftlich kopiert und verbreitet wurden.
- Um Computerspiele in den frühen 1980er Jahren zu schützen, wurde das sogenannte Lenslok-Verfahren eingesetzt. Es handelte sich dabei um eine jeweils einzigartig geschliffene Plastiklinse, die der Programmnutzer vor den Bildschirm halten musste, um einen entsprechenden Schutzcode von dort ablesen zu können. Ohne die Linse war der Code auf dem Bildschirm unleserlich.
- Bei Audio-CDs, auf denen absichtlich Fehler im Datenformat eingebaut werden, womit der Audio-CD-Standard verletzt wird, vertreten nur wenige, überwiegend in Diensten der Musikindustrie stehende Anwälte die Auffassung, dass es sich dabei überhaupt um einen wirksamen Kopierschutz handle. In der Regel werden diese Fehler von gängigen CD-Spielern ignoriert, da diese nur bestimmte Daten auf der CD interpretieren (den so genannten Red-Book-Standard). Manche CD-ROM-Laufwerke können hingegen versuchen, die fehlerhaften Daten zu interpretieren (bzw. zu „korrigieren“), was zu Fehlermeldungen und Abstürzen führen kann. Bei diesen Laufwerken kann die Nutzung dieser Korrekturfunktionen mit kopiergeschützten CDs sogar erhöhten Geräteverschleiß verursachen. Viele Autoradios und tragbare CD-Player basieren auf der (sehr kostengünstigen) CD-ROM-Technik und sind deshalb, sofern die (optionalen und nicht standardkonformen) Korrekturfunktionen der verwendeten Laufwerke aktiviert sind, ebenfalls betroffen.
- Daten werden auf dem Datenträger verschlüsselt, und der Schlüssel wird nur befugten Parteien übergeben, beispielsweise Geräteherstellern. Die Laufwerke des Herstellers können die Daten dann entschlüsseln, können aber nur mit autorisierter Software angesteuert werden. So soll Abspielprogrammen der Zugang zu den Daten verwehrt werden. Es handelt sich hier nicht um einen Kopierschutz, da die Daten noch lesbar und somit kopierbar sind. (Beispiel: CSS bei der DVD)
- HDMI- und DVI-Stecker in HD-ready-Geräten bieten schon heute Punkt-zu-Punkt-Verschlüsselung durch HDCP, das mit dem Kopierschutz AACS für HD-Medien zusammenarbeitet. Dadurch soll ein Mitschneiden des Datenstroms von der Quelle zum Ausgabemedium unterbunden werden. Im Zusammenhang kann auch das Broadcast flag erwähnt werden, durch das HD-Aufnahmen eingeschränkt werden könnten.
- Video Encoded Invisible Light soll das Abfilmen von Monitoren verhindern.
- Fernsehsender können das ausgestrahlte Programm mit einem Kopierschutz-Signal versehen. DVD- und HD-Recorder, die dieses Signal beachten, zeichnen so markierte Sendungen nicht auf, stattdessen ist auf dem Speichermedium nur eine Fehlermeldung mit Hinweis auf den Kopierschutz zu sehen.[5]
- Mit EURion können Banknoten sowie andere Dokumente vor dem Kopieren mittels Kopierer oder Scanner geschützt werden. Gleichermaßen verweigern einige Bildbearbeitungsprogramme die Bearbeitung von Bilddateien mit vorhandenen Schutzzeichen.

## Kopierschutzverfahren für CDs/DVDs
- LaserLock – Kopierschutz für CD
- SecuROM – Kopierschutz für CD und DVD
- SafeDisc – Kopierschutz für CD und DVD
- StarForce – Kopierschutz für Windows-Programme
- Tagès – Kopierschutz für CD und DVD
- Cactus Data Shield – Kopierschutz für CD
- ProtectCD – Kopierschutz für CD-ROM (z. B. Ankh)
- WTM CD Protect – Kopierschutz für CD
- WTM Copy Protection – Kopierschutz für CDs, DVDs und USB-Speicher-Sticks
- Macrovision – Kopierschutz für Videos (VHS und DVD)
- Kopierschutz-Dongle für Software, mittels Hardware
- Copy Generation Management System (CGMS) und Serial Copy Management System (SCMS) sind Mechanismen, die genau eine Generation von Kopien zulassen
- DVD-Movie-PROTECT – Kopierschutz für DVD-Video
- ARccOS – Kopierschutz für DVD-Video

Anmerkung: Das auf vielen kommerziellen Video-DVDs eingesetzte Content Scramble System (CSS) ist kein eigentlicher Kopierschutz. Vielmehr handelt es sich um ein Verschlüsselungsverfahren, das das Abspielen von Videoinhalten auf nicht lizenzierten Abspielgeräten und von nicht lizenzierten Medien (also auch Kopien) verhindern soll. Das Kopieren der Daten an sich kann CSS aber nicht verhindern.

## Anwendungsschutzmethoden
Manche Schutzmethoden können/sollen das Kopieren gar nicht verhindern, sondern versuchen, es sinnlos zu machen. Dazu gehören Passwortabfrage, Seriennummern, Dongle (ohne Dongle funktioniert die Kopie nicht; manchmal ist sogar ein Teil des Programmcodes auf dem Dongle gespeichert), hardwarebasierte Lizenzen für Software (diese enthalten als Schutzmethode Daten von speziell dem Computer, für den sie gelten sollen; diese Daten werden beim Programmstart überprüft, so dass die Lizenz nicht auf einem anderen Computer mit anderen Daten verwendet werden kann) und Regionalcodes bei DVDs und Blu-ray-Discs (die Discs laufen nur in Playern mit passendem Regionalcode; bei Blu-rays ist sogar die Abfrage eines „Country-Codes“ möglich, so dass z. B. eine US-amerikanische Disc nicht in Japan abgespielt werden kann und umgekehrt, obwohl beide Länder in derselben Blu-ray-Region [A] liegen).

### Regionalisierte Aktivierung von Software und Geräten
Kaspersky Lab verwendet für seine Antivirenprogramme regionalisierte Aktivierungscodes (z. B. ein US-amerikanischer Code funktioniert nicht in Deutschland und umgekehrt), teils um den internationalen Handel mit Raubkopien zu erschweren, teils weil die Programme in den verschiedenen Regionen zu verschiedenen Preisen verkauft werden. Einmal aktiviert, kann die Software aber überall benutzt werden. Probleme können sich ergeben, wenn die Lizenz erneuert oder die Software reinstalliert werden muss in einer anderen Region als in der, für die man die Lizenz erworben hat. Die Region wird an der IP-Adresse erkannt, so dass für die Aktivierung eine Internetverbindung erforderlich ist.
Auch etliche Computerspiele haben eine regionalisierte Aktivierung.
Die in Amerika und Europa verkauften Galaxy-Smartphones von Samsung müssen durch eine lokale SIM-Karte aktiviert werden, können dann aber auch in anderen Regionen benutzt werden. Die regionalisierte Aktivierung soll Grauimporte verhindern.

### Kreditkarten mit Regionssperre
Manche Kreditkarten lassen sich als Schutz vor Diebstahl und Missbrauch im Ausland für bestimmte Regionen der Welt sperren. Möchte der Karteninhaber ins Ausland reisen und die Karte dort benutzen, kann die Sperre für die betreffende Region kurzzeitig aufgehoben werden.

### Speicherung biometrischer Daten als Schutz vor Dokumentenmissbrauch
In Ausweisen, Reisepässen, manchmal auch in nicht übertragbaren Dauerkarten und Kreditkarten können biometrische Merkmale des Inhabers (z. B. Fingerabdrücke, Irismuster) als Schutz vor Missbrauch gespeichert sein.

## Kopierschutzverfahren für Disketten
Ein frühes Kopierschutzverfahren wurde 1979 vom Microsoft-Programmierer Gordon Letwin in seiner Freizeit für den Heimcomputer TRS-80 entwickelt. Seine Variante des Spieleklassikers Adventure, die er an seinen Arbeitgeber lizenzierte und die von diesem als Microsoft Adventure veröffentlicht wurde, arbeitete mit einer veränderten Track-/Sektor-Zuordnungstabelle, so dass Spieldateien nicht einfach kopiert werden konnten.
Beispiele für einen Kopierschutz, der beim Kopieren von Disketten mit normalen Mitteln nicht reproduzierbar ist:
- Laserhole – ein eingebranntes Loch sorgt auf bestimmten Blöcken für Schreibfehler, auf die das Medium durch einen Schreibzugriff mit anschließendem Lesezugriff von der Software geprüft wird.
- Abweichende Track-Formatierung – ein oder mehrere Tracks wurden mit einer abweichenden Blockgröße / Sektorierung formatiert.
- Überformatierung – Die Disketten wurden über den vom Zielsystem festgelegten Rand hinaus beschrieben, es wurden also zusätzliche Spuren angelegt.
- Nicht standardgemäße Bitmuster – Blockanfang- und/oder -ende wurden durch andere als die hierfür vorgesehenen Bitmuster markiert, oder es wurden nicht vorgesehene Bitmuster für die Nutzdaten verwendet.
- Nicht standardgemäße Prüfsummen – Prüfsummenwerte wurden anders als üblich berechnet, so dass bei normalem Lesen auf Lesefehler durch falsche Prüfsumme erkannt wird.
- Halb- und Viertelspuren – Daten wurden zwischen den normalen Positionen zweier (dann unbenutzter) Spuren abgelegt.
- Spiralspuren – Spuren wurden spiralförmig teilweise als Normalspuren, teilweise als Halb- und Viertelspuren erzeugt. Beim Lesen muss der Kopf genau im richtigen Moment bewegt werden, sonst sind die Daten unlesbar.
- Überbreite Spuren – Der Lesekopf wird während des Lesens zwischen zwei Spuren hin- und herbewegt. Nur wenn die Spuren von einem speziellen überbreiten Schreibkopf erzeugt wurden, bleiben sie während dieser Bewegung dennoch lesbar.

Die Methoden zielten darauf ab, dass entweder beim Lesen mit Betriebssystemmitteln Fehler auftraten oder die Informationen nur unvollständig gelesen werden konnten oder auch, dass eine Original-Diskette anhand von statistisch auffälligem Verhalten detektierbar wird, wie z. B. mit Fuzzy Bits. Zur Erkennung der Originale bzw. zum vollständigen Lesen der Daten war eine direkte Programmierung der Controller nötig. Da zumindest der Bootsektor ungeschützt bleiben musste, um eine Nutzung des Programms überhaupt zu ermöglichen, war ein Umgehen des Schutzes durch denkerisches Nachvollziehen und entsprechendes Verändern der weiteren Abläufe immer möglich, aber teilweise sehr aufwändig.

## Umgehung des Kopierschutzes
Je nach Kopierschutz gibt es unterschiedliche Möglichkeiten, diesen zu umgehen.
| - Disketten, CDs, DVDs oder Blu-rays                      | |
|                                                           | Verwendung eines speziellen Programms (je nach Programm und Einstellungen wird der Kopierschutz entweder mitkopiert oder bei der Kopie entfernt); Beispiele für Programme: - Alcohol 120% - AnyDVD - Blindwrite - CloneCD - Daemon Tools - DVD Decrypter - DVD Shrink - DVDFab - libdvdcss in Verbindung mit VLC media player - MakeMKV |
| - Kopierschutz aus Programmdatei mittels Cracks entfernen | |
|                                                           | Cracks können entweder selbst erstellt oder aus dem Internet heruntergeladen werden. In letzterem Fall besteht dabei vor allem bei illegalen Cracks und bei Schwarzkopien die Gefahr, dass damit zusätzlich Schadsoftware auf den Computer gelangt. Es gibt jedoch auch offizielle Cracks vom Hersteller selbst, z. B. wenn das originale Medium nicht mehr unterstützt wird. Viele ältere Spiele, die seinerzeit auf Disketten oder CDs angewiesen waren, könnten sonst auf einem modernen Computer ohne entsprechendes Laufwerk nicht mehr gespielt werden. |
| - Kopierschutz mittels TSR umgehen                        | |
|                                                           | Teilweise kann mittels eines speicherresidenten Programms (TSR) ein DRM-geschütztes Programm gestartet werden. Wie bei einem Crack kann diese Art der Umgehung des Kopierschutzes illegal oder legal sein. |
| - Probezeitraum zurücksetzen                              | |
|                                                           | Bei Programmen mit Probezeit kann man versuchen, die Probezeit zurückzusetzen („Trial Reset“). Viele Programme sind aber während ihrer Probezeit in ihren Funktionen beschränkt oder haben andere Maßnahmen eingebaut, um „Trial Resets“ sinnlos zu machen. |
| - DeDRM                                                   | |
|                                                           | Bei DRM-geschützten Inhalten, etwa bei E-Books, ist es teilweise möglich, die Digitale Rechteverwaltung (DRM) zu entfernen. |